# Liste der Stolpersteine in Welzheim
Die Liste der Stolpersteine in Welzheim enthält die Stolpersteine, die vom Kölner Künstler Gunter Demnig im Luftkurort Welzheim im Rems-Murr-Kreis, Baden-Württemberg, verlegt wurden. Stolpersteine erinnern an das Schicksal der Menschen, die von den Nationalsozialisten ermordet, deportiert, vertrieben oder in den Suizid getrieben wurden. Sie liegen im Regelfall vor dem letzten selbst gewählten Wohnsitz des Opfers.
Die Verlegung des ersten Stolpersteins in Welzheim erfolgten am 13. April 2011 durch den Künstler persönlich.

## Verlegte Stolpersteine
In Welzheim wurden zwei Stolpersteine an zwei Standorten verlegt.
| Stolperstein | Inschrift | Verlegeort    | Name, Leben |
| ------------ | --- | ------------- | --- |
|              | HIER WOHNTE UND ARBEITETE HELENE ADLER JG. 1894 UNFREIWILLIG VERZOGEN 1935 FELLBACH DEPORTIERT 1941 RIGA ERMORDET | Laufenmühle 8 | Helene Adler wurde am 20. Dezember 1894 in Laupheim geboren. Sie entstammte einer jüdischen Familie. Sie war ausgebildete Sängerin, lebte in Ulm, zeitweise in Freiburg i. B. und in Augsburg und war verlobt. In Ulm konvertierte sie zum Protestantismus und ließ sich taufen. Dieser Schritt soll zum Zerwürfnis mit großen Teilen ihrer Familie geführt haben und zur Auflösung der Verlobung. Ab 1925 arbeitete sie als Hausmädchen bei der Familie Edelmann in Fellbach. Von 1933 bis 1935 war sie als Haustochter in Stellung beim Mühlenbesitzer und Gastwirt Karl Dieterich in der heutigen Laufenmühle bei Welzheim. Dort soll Adler den Siebenten-Tags-Adventisten angehört haben. Ab 1934 wurde sie mehrfach von Amts wegen aufgefordert, Welzheim zu verlassen, denn Juden seien hierorts unerwünscht. Im Rahmen der Volkszählung des Jahres 1933 war unter anderem festgestellt worden, dass es in ihrem Geburtsort nur zwei Familien des Namens Adler gab, beide jüdischer Herkunft. Daraus wurde geschlussfolgert, dass auch sie jüdischer Herkunft sein müsse. Daraufhin kehrte sie nach Fellbach und in den Dienst bei der Familie Edelmann zurück. 1938 lehnte sie ein Angebot ihrer Geschwister ab, mit ihnen in die Vereinigten Staaten zu emigrieren. Helene Adler wird als sehr bescheidene Frau beschrieben, die auf allen Besitz verzichtet hatte, die sich aber durch ihre musikalische Begabung auszeichnete. 1940 wechselte sie zu Familie Lipp in die Mörikestraße in Fellbach. Ab September 1941 wurde das Tragen des Judensterns Pflicht, doch Helene Adler folgte der Verordnung nicht. Daraufhin verließ sie das Haus fast nicht mehr. Im November 1941 erhielt sie die Verfügung, sich zum Transport in den Osten am Killesberg in Stuttgart einzufinden. Dort wurde ihr Ansiedlung und Arbeit in Aussicht gestellt. Für die Fahrt musste sie 57,65 Reichsmark bezahlen. Der Transport vom 1. Dezember 1941 brachte 1.013 Menschen jüdischen Herkunft in das KZ Jungfernhof nahe Riga. In den Folgetagen wurden in einem Wald nahe Riga 1.600 überwiegend jüdische Frauen und Kindern erschossen. Helene Adler wurde entweder dort oder an einem unbekannten Ort im Osten ermordet. Zusätzlich zum Stolperstein erinnert auch eine am Hauseingang angebrachte Tafel an Helene Adler. |
|              | HIER WOHNTE FRIEDRICH BAUMGÄRTNER JG. 1899 VERHAFTET 1938 FLOSSENBÜRG TOT 21.12.1940                              | Brunnenstraße | Friedrich Baumgärtner wurde 1899 geboren. Er war Landwirt und hatte einen landwirtschaftlichen Betrieb in der Brunnenstraße. 1938 wurde er von der Gestapo verhaftet. Er galt als „asoziales Element“, als „politisch völlig unzuverlässig“ und darum als „charakterlich minderwertig“. Am 21. Dezember 1940 wurde Friedrich Baumgärtner im Konzentrationslager Flossenbürg ermordet. Er war ein Mann, „der irgendwann einfach wegkam“ und im Konzentrationslager ermordet wurde, lediglich weil er als Taugenichts und Meckerer galt. |

## Verlegungen
- 13. April 2011: Brunnenstraße
- 9. Juli 2020: Laufenmühle 8

Der Heimathistoriker Bernd Faller befasste sich intensiv mit der Lebensgeschichte von Helene Adler. Wesentliche Quelle für seine Forschungen war das Buch „Juden in Fellbach und Waiblingen 1930 bis 1952“ des Stadtarchivars Ralf Beckmann.

## Weblink
- Chronik der Stolpersteinverlegungen auf der Website des Projekts von Gunter Demnig